# 松島図屏風
松島図屏風（まつしまずびょうぶ）は、著名な以下の2つの屏風画で用いられている名称。
1. 俵屋宗達の筆となる屏風画。
2. 1.を模して、尾形光琳が描いた屏風画。

両者は関係が深いため、各々について以下に記述する。

## 宗達の松島図屏風

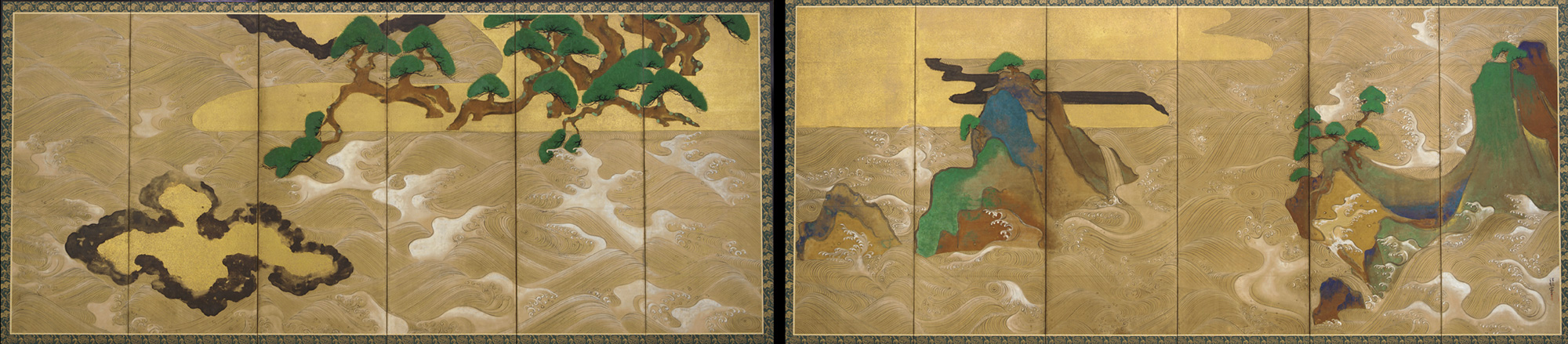
俵屋宗達筆、松島図屏風（フリーア美術館）

松島図屏風（まつしまずびょうぶ）は、俵屋宗達の筆となる屏風画。6曲1双、紙本金地着色。フリーア美術館蔵。宗達の代表作の一つだが、明治時代後半にアメリカに輸出され、1960年代まであまり存在を知られていなかった。日本に残っていれば間違いなく国宝に指定されていただろう、といわれる作品である。
「松島図屏風」と呼ばれるが、日本三景の松島を描いた作品ではない。かつては荒磯屏風（あらいそびょうぶ）と呼ばれていたことがわかっており、大阪の住吉付近の海岸を書いたものと見られている。（「松島図屏風」と呼ばれるようになった経緯は後述。）
堺の豪商であった谷正安（1589年－1644年）が作成を依頼し、堺の祥雲寺に寄贈された。その後、少なくとも1902年までは祥雲寺にあったことがわかっている。
激しく波打つ黄金色の海が印象的な作品で、荒れる海をダイナミックに描いた作品である。

## 光琳の松島図屏風

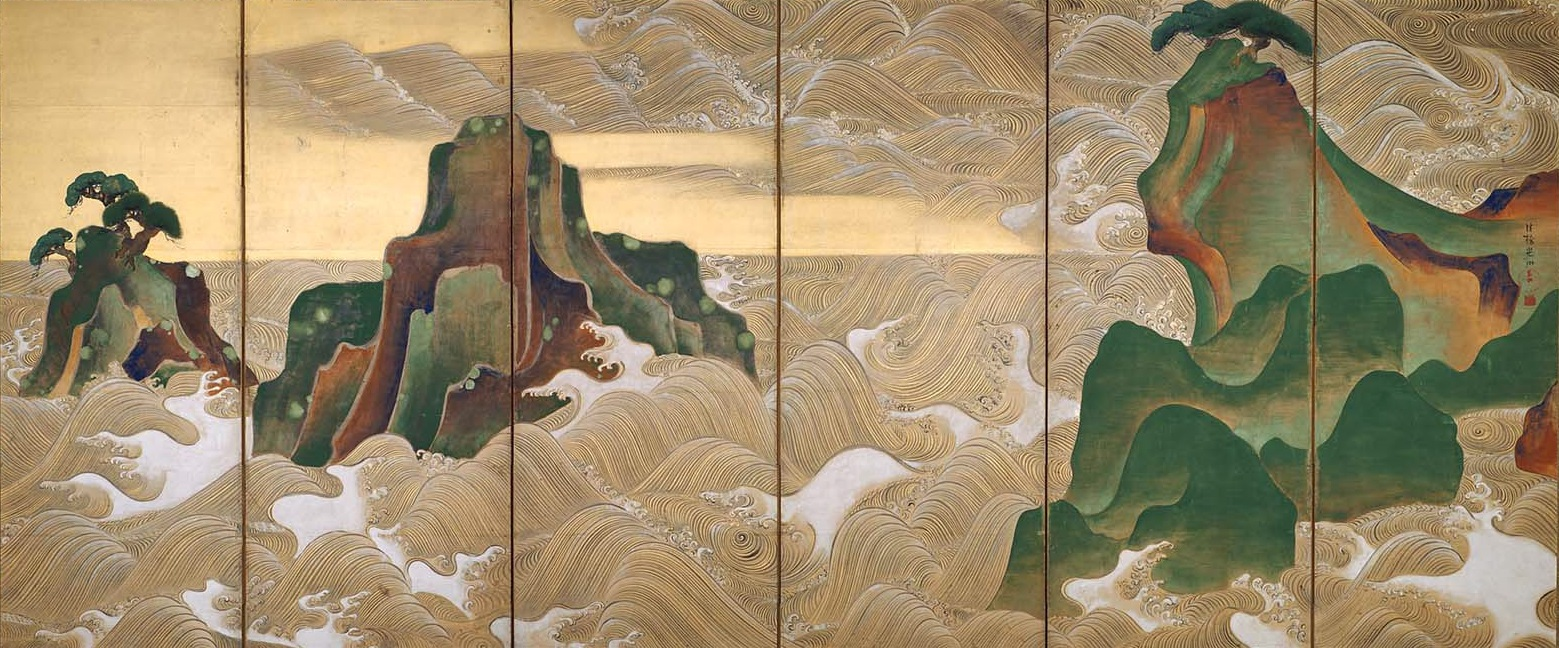
尾形光琳筆、松島図（ボストン美術館）

尾形光琳の描いた松島図屏風は、宗達が描いたものを模したものであり、光琳は少なくとも4回描いている。現在ボストン美術館にあるものが有名で、これはアーネスト・フェノロサが買い求めたものである。これを含めた光琳の作品が海外に渡ることにより、光琳が世界的に高い評価を得ることに繋がった。
光琳の松島図屏風は、模したものでありながら、宗達のものとは構図がかなり異なる。これは光琳が宗達に倣いつつも、光琳独自の感覚を取り入れたものであることを示している。

## 「松島図屏風」と呼ばれるようになった経緯
上述のとおり、宗達の画は本来「荒磯屏風」と呼ばれており、「松島図屏風」ではなかった。「松島図屏風」と呼ばれるようになったのは酒井抱一の影響である。
抱一は、光琳に私淑し、光琳の画を広く世に知らしめた人物であるが、宗達と光琳の関係については詳しくなく、現在では有名な宗達の風神雷神図の存在を知らなかったと言われている。そのため、光琳の模写した画を勘違いしたか、あるいは「松と島の図」ということからか、「松島図屏風」と呼んだといわれる。これで光琳の画については「松島図屏風」の名が定着したが、さらにその手本である宗達の画もいつの間にか「松島図屏風」と呼ばれるようになった、と考えられている。
抱一は「松島図屏風」にはあまり関心を示さなかったと見られ、風神雷神図で行ったような、光琳の画の模写は行っていない。これは「松島図屏風」を「松島の画」と勘違いし、画題に面白みがない、と感じたため、という説がある。